# Liste des accidents ferroviaires en France au XXIe siècle
Pour un article plus général, voir accident ferroviaire.
La liste des accidents ferroviaires en France au XXIe siècle répertorie par ordre chronologique les principaux accidents ferroviaires survenus en France à partir de l'année 2001.

## XXIesiècle

### Années 2020
- le 5 mars 2020 - déraillement d'un TGV reliant Colmar à Paris sur la commune d'Ingenheim en Alsace. Le TGV a heurté un talus à la suite d'un affaissement de terrain à Duntzenheim[1]. La préfecture fait état de vingt-deux blessés, dont le conducteur, héliporté par Dragon 67 vers l’hôpital de Strasbourg-Hautepierre en état d'urgence absolue.
- le 18 mars 2020 - un TER percute trois ouvriers sur un chantier à Vendenheim près de Strasbourg, un mort et deux blessés[2].
- le 2 juin 2021 - un train de fret percute une voiture au sur un passage à niveau dans les Vosges, près de Martigny-les-Bains : l'automobiliste meurt, aucun blessé.
- le 16 juin 2021 - Un train de marchandises transportant des produits chimiques heurte un poids-lourd qui convoyait un bateau sur la D27 entre les communes de Rumigny et Liart dans les Ardennes[3],[4]. Le conducteur du train est blessé, de l'acide phosphorique est libéré dans la nature[5].
- le 26 août 2021 - Un train de marchandises transportant des céréales se couche sur la voie entre Châlons-en-Champagne et Reims (Marne) à la hauteur de la voie LGV. Trois wagons sont couchés sur la voie, treize ont déraillé[6]
- le 12 octobre 2021 - 3 migrants allongés sur les voies tôt le matin meurent percutés par un TER près de la gare de Saint-Jean-de-Luz - Ciboure dans les Pyrénées-Atlantiques[7].
- le 4 novembre 2021 - un TER percute des migrants à Calais, 1 mort et 3 blessés[8].
- le 24 février 2022 - un TER percute un camion benne au passage à niveau d'Hochfelden[9]et déraille, la Ligne de Noisy-le-Sec à Strasbourg-Ville est coupée plusieurs jours.
- le 14 octobre 2022 - un TER provenant d'Albi percute au nord-est de Toulouse une voiture sur un passage à niveau, chemin de Gabardie, tuant sa conductrice[10].
- le 23 octobre 2022 - femme percutée et tuée par un train à Montbartier[11].
- le 24 janvier 2023 - un TER percute un autocar sur un passage à niveau à Cevins (Savoie) l'autocar est coupé en deux, un blessé grave et deux blessés légers dont le conducteur qui était seul à bord [12].
- le 8 mai 2025 - un TER percute un véhicule sur un passage à niveau à Saïx (Tarn). Josaia Raisuqe, rugbyman fidjien du Castres Olympique, est tué dans l'accident[13].
- le 30 mai 2025 - un TER en provenance de Laon et à destination de Paris-Nord percute le godet d'une pelleteuse oublié sur les rails à la suite de travaux de maintenance. Les premières voitures déraillent et un incendie se déclare. Trois voyageurs sont blessés[14].